# 少尉

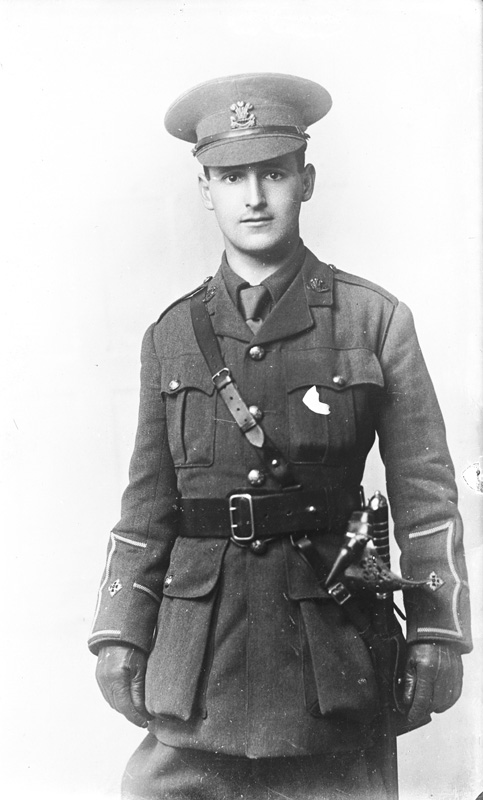
一戰期間，英國威爾士步兵團的一名少尉

少尉是軍隊的職銜，翻译对应的各国军军衔名称，通常是軍官中最低級別的職銜。「少尉」一词在汉语中的使用，最早可追溯至民国初年，南京临时政府设置的军衔体系。
「尉」在古代是武官職稱，如縣有縣尉，朝廷有「中尉」；三公中有「太尉」。
翻译英文时，陆军以及由其衍生出来的军种的少尉为，美国海军少尉为，英国皇家海军少尉为midshipman，英国皇家空军少尉为。大多數國家的陆军少尉，主要担任排长的职务，有時可佔缺擔任副連長。

## 美國
美國陸軍或陸戰隊中，少尉通常擔任排長的職務，空軍大量少尉是飛行學員，他們正在接受飛行訓練，最終成為美國空軍飛行員、作戰系統軍官等。

美國陸軍少尉肩章
美國海軍少尉肩章、袖章及配章
美國空軍少尉肩章
美國海軍陸戰隊少尉肩章
美國海岸防衛隊少尉肩章、袖章及配章

## 英國
英國皇家空軍以Pilot Officer稱呼少尉。

英國陸軍少尉肩章
英國皇家海軍少尉肩章
英國皇家空軍少尉肩章
英國皇家海軍陸戰隊少尉肩章

## 法國
法軍和大多數歐美國家相同，使用北約聯合軍事符號的標準，讓少尉擔任排長。

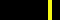
法國陸軍少尉肩章
法國海軍少尉肩章
法國空軍少尉肩章

## 中華民國
辛亥革命后，南京临时政府沿用晚清时引进的军衔体系，但多重新命名。《中华民国军士制服令》中，有少尉一职。在今日中華民國並不設置尉，少尉即為軍官之中最低的軍階。少尉晉任中尉前的停年（即擔任少尉累積最短所需時間）是1年，最小掛階年齡是20歲，最大服役年限為10年（少尉十級）。現行中華民國志願役少尉的薪俸是每月新台幣50560元，並依服役單位及領導職位的不同另有加給。
具有大學或以上學歷的役男，可參加預官考試，依志願卡獲錄取為預官後，取得預備軍官資格（具博士學歷報名資格者，只要符合體格、軍訓成績等標準，可以免試，以申請方式成為預備軍官，稱之「當然預官」取得預備軍官資格），於入伍訓及專長訓後，授予少尉軍官階級。少尉也是義務役役男在「現役」期間所能擔任的最高軍階（退伍後參加教育召集有良好表現，並有意願晉任者，可依「陸海空軍軍官士官任官條例」、「陸海空軍軍官士官任官條例施行細則」及「陸海空軍軍官士官任官作業程序，能透過後備軍人晉任管道晉升至備役中尉、上尉甚至少校）。2018年起，因軍隊轉型為募兵制，全面停止徵集義務役役男服常備兵役，現已無義務役役男擔任士官以上職務。
一般預備軍官依照抽籤分發單位，多數會成為連輔導長、排長，少數則因學歷、專長等因素成為參謀或特種官科軍官（如醫療官、財務官、資訊官、政戰官等），若分發或借調至海巡單位，則依照類似警察階級的海巡制度，授予「二線一星」階級章。
- 國防部本部及直屬機關：參謀
- 三軍司令部：參謀
- 國安會及附屬機關：辦事員、佐理員
- 陸軍：連輔導長、排長、政戰官
- 海軍：飛彈官（射控官）、通信官、鍋爐長
- 空軍：飛官、排長
- 三軍官校及國防大學：排長

海洋委員會海巡署
- 分署：助理員、技佐、隊員、辦事員

中華民國陸軍少尉肩章
中華民國海軍少尉袖章、肩章
中華民國海軍陸戰隊少尉肩章
中華民國空軍少尉肩章
海洋委員會海巡署薦任五職等、警佐一階、少尉肩章

## 中華人民共和國
中国人民解放军中少尉是军官的最低军衔，少尉只能担任排职军官。经过专科军校培训毕业获得大专学历的军人在任职时授予少尉军衔。由于目前专科教育越来越少，中国人民解放军军官大多为本科以上学历，故少尉军衔的授予越来越少见，多为士兵培训提幹后授予少尉军衔。但在2019年军队军衔改革之后，本科毕业的生长军官统一授予少尉军衔，但经历过2-3年后可以晋升副连职中尉，以配合军委扎实蹲苗，前慢后快中间稳的军官生长政策。

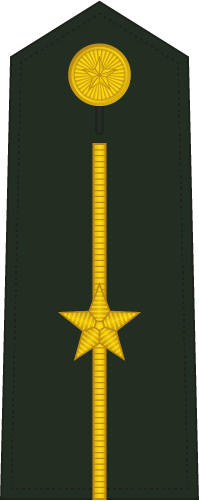
中國人民解放軍陸軍少尉肩章
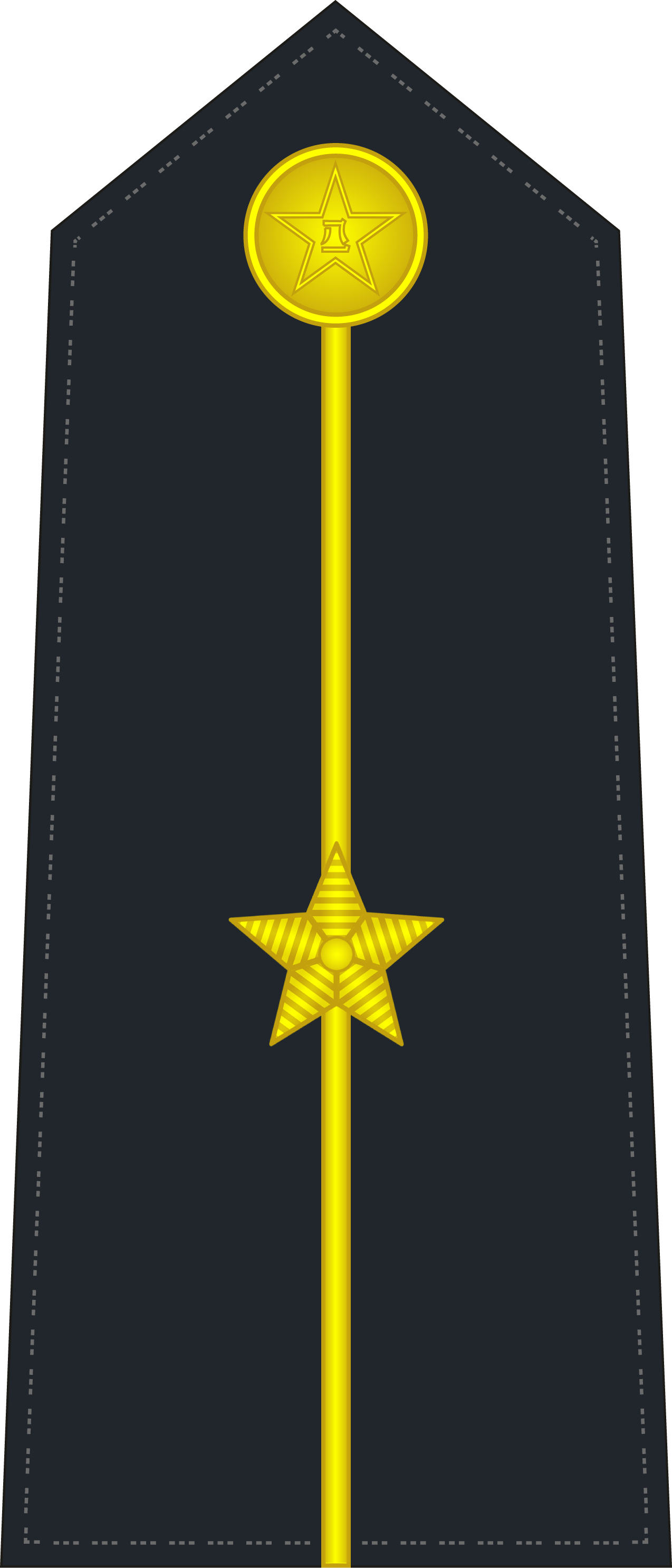
中國人民解放軍海軍少尉肩章
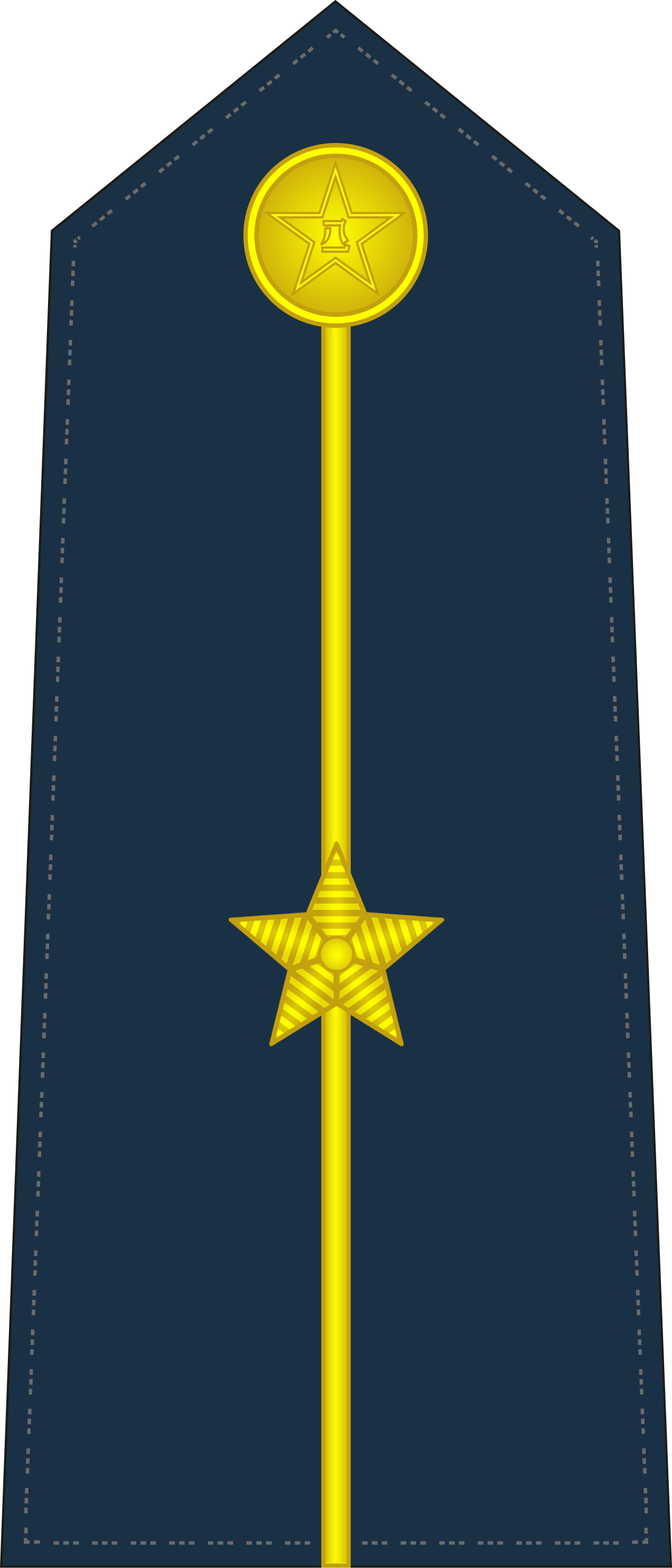
中國人民解放軍空軍少尉肩章